# Melanie Griffithová
Melanie Griffithová (* 9. srpna 1957 New York) je americká herečka a držitelka Zlatého glóbu.

## Životopis

### Osobní život
Narodila se v New Yorku herečce Tippi Hedrenové a producentovi a herci Peteru Griffithovi. Rodiče se rozvedli, když jí byly čtyři roky. Otec se oženil znovu, s modelkou Nanitou Greene, a měl další dvě děti. Matka si vzala producenta Noaha Marshalla, takže Melanie vyrůstala se třemi nevlastními bratry.
Ve čtrnácti letech začala chodit s dvaadvacetiletým Donem Johnsonem, který hrál s její matkou ve filmu. O čtyři roky později se za něj provdala v Las Vegas, ale jejich manželství vydrželo jen šest měsíců.
V září 1981 se provdala za herce Stevena Bauera, 22. srpna 1985 se jim narodil syn Alexander Griffith Bauer. V roce 1987 se manželé rozvedli. Po tomto manželství měla problémy s alkoholem, ze kterých ji dostal bývalý manžel Don Johnson. Toho si v roce 1989 znovu vzala a mají spolu dceru Dakotu Johnsonovou (nar. 1989). O šest let později Johnsona opustila kvůli zneužívání prášků. Později se za ním na chvíli vrátila, ale krátce nato ho znovu opustila kvůli Antoniu Banderasovi. Rozvod s Johnsonem byl ukončen v únoru 1996, v květnu si vzala Banderase a v září se jim narodila dcera Stella. Manželství skončilo v roce 2015.

### Kariéra

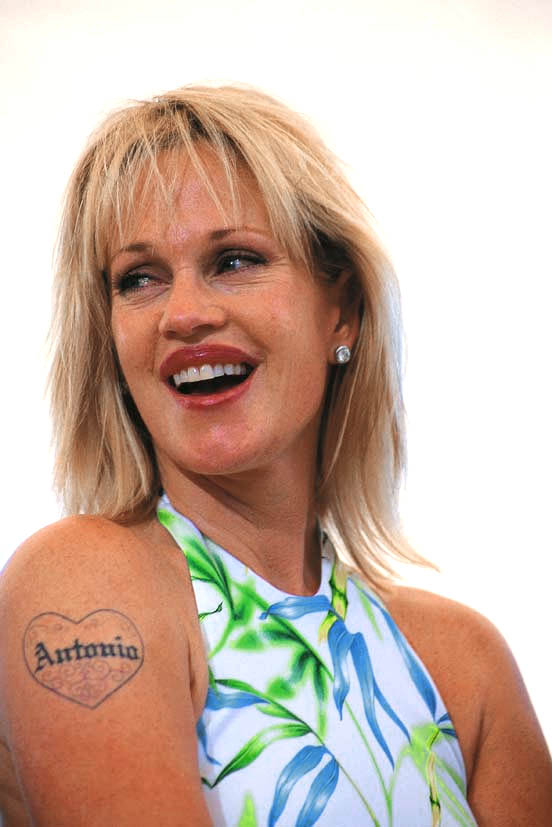
M. Griffithová na filmovém festivalu v Cannes 2000

S herectvím začínala už v devíti měsících v reklamě. První velkou roli získala ve filmu Noc postupuje, ve kterém jako sedmnáctiletá odehrála několik nahých scén. Díky tomu získala pozornost a další role ve filmech Úsměv, Návrat Lew Harpera a Jeden na jednoho.
V roce 1984 hrála v thrilleru Dvojník, díky kterému získala roli ve filmu Něco divokého. Úspěch jí přinesla postava Tess McGillové ve filmu Podnikavá dívka – za herecký výkon v hlavní roli byla oceněna Zlatým glóbem a nominována na Oscara.
Mnoho jejích dalších filmů nebylo moc úspěšných, např. Ohňostroj marnosti. Se svým tehdejším manželem Donem Johnsonem hrála ve filmech Prázdniny v ráji a Včera narození. Dobré hodnocení získala filmy Psychopat ze San Francisca a Nejsem žádný blázen. Svého dalšího manžela Antonia Banderase potkala při natáčení filmu Jedna navíc. S ním pracovala i na dalším filmu Léto v Alabamě, kde si její dvě dcery zahrály její filmové dcery. Pozitivní ohlas mělo její ztvárnění role v nezávislém filmu Feťáci z roku 1998. V roce 2002 propůjčila svůj hlas Margalo ve filmu Myšák Stuart Little 2.

## Filmografie
| Rok       | Film/seriál                         | Role                     | Poznámky |
| --------- | ----------------------------------- | ------------------------ | --- |
| 1969      | Smith!                              | Extra                    | nebyla uvedena v titulcích |
| 1973      | The Harrad Experiment               | studentka                | nebyla uvedena v titulcích |
| 1975      | Noc postupuje                       | Delly Grastner           | |
| 1975      | Návrat Lew Harpera                  | Schuyler                 | |
| 1975      | Úsměv                               | Karen                    | |
| 1976      | Once an Eagle                       | Jinny Massengale         | limitovaný seriál |
| 1976      | Steel Cowboy                        | Johnnie                  | televizní film |
| 1977      | Ha-Gan                              | mladá dívka              | |
| 1977      | Jeden na jednoho                    | stopařka                 | |
| 1977      | Joyride                             | Susie                    | |
| 1978      | Starsky a Hutch                     | Julie McDermott          | díl: „The Action“ |
| 1978      | The Hardy Boys/Nancy Drew Mysteries | Stacey Blain             | díl: „The House on Possessed Hill“ |
| 1978      | Daddy, I Don't Like It Like This    | dívka v hotelovém pokoji | televizní film |
| 1978-1979 | Carter Country                      | Tracy Quinn              | 2 díly |
| 1979      | Vega$                               | Dawn Peters              | díl: „Red Handed“ |
| 1981      | Underground Aces                    | Lucy                     | |
| 1981      | The Star Maker                      | Dawn Barnett Youngblood  | televizní film |
| 1981      | She's in the Army Now               | Sylvie Knoll             | televizní film |
| 1981      | Golden Gate                         | Karen                    | televizní film |
| 1981      | Roar                                | Melanie                  | |
| 1984      | Strach v New Yorku                  | Loretta                  | |
| 1984      | Dvojník                             | Holly Body               | nominace na Zlatý glóbus v kategorii Nejlepší herečka ve vedlejší roli |
| 1985      | Alfred Hitchcock Presents           | dívka                    | díl: „Pilot“ |
| 1986      | Něco divokého                       | Lulu / Audrey Hankel     | nominace na Zlatý glóbus v kategorii Nejlepší herečka v komedii nebo muzikálu |
| 1987      | Cherry 2000                         | E. Johnson               | |
| 1987      | Miami Vice                          | Christine von Marburg    | díl: „By Hooker by Crook“ |
| 1988      | Válka o fazolové pole               | Flossie Devine           | |
| 1988      | Bouřlivé pondělí                    | Kate                     | |
| 1988      | Podnikavá dívka                     | Tess McGill              | Zlatý glóbus v kategorii Nejlepší herečka v komedii nebo muzikálu nominace na Oscara v kategorii Nejlepší herečka nominace na cenu BAFTA v kategorii Nejlepší herečka v hlavní roli |
| 1990      | Women and Men: Stories of Seduction | Hadley                   | |
| 1990      | S duchy na útěku                    | Lureen                   | televizní film |
| 1990      | Psychopat ze San Francisca          | Patty Palmer             | |
| 1990      | Ohňostroj marnosti                  | Maria Ruskin             | nominace na Zlatou malinu v kategorii Nejhorší herečka |
| 1991      | Prázdniny v ráji                    | Lily Reed                | |
| 1992      | Záblesk                             | Linda Voss               | Zlatá malina v kategorii Nejhorší herečka |
| 1992      | Cizinec mezi námi                   | Emily Eden               | Zlatá malina v kategorii Nejhorší herečka |
| 1993      | Včera narození                      | Billie Dawn              | nominace na Zlatou malinu v kategorii Nejhorší herečka |
| 1994      | Prostě úžasná                       | V                        | |
| 1994      | Nejsem blázen                       | Toby Roebuck             | |
| 1995      | Konec Divokého západu               | Dora DuFran              | nominace na Zlatý glóbus v kategorii Nejlepší herečka ve vedlejší roli v seriálu, minisérii nebo TV filmu                                                                           |
| 1995      | Navždy spolu                        | Tina 'Teeny' Tercell     | |
| 1995      | Jedna navíc                         | Betty                    | nominace na Zlatou malinu v kategorii Nejhorší herečka |
| 1996      | Boss                                | Katherine Hoover         | Zlatá malina v kategorii Nejhorší herečka ve vedlejší roli |
| 1997      | Lolita                              | Charlotte Haze           | |
| 1998      | Stín pochybnosti                    | Kitt Devereux            | |
| 1998      | Feťáci                              | Sid                      | |
| 1998      | Celebrity                           | Nicole Oliver            | |
| 1998      | Me & George                         |                          | televizní pilot |
| 1999      | Léto v Alabamě                      | Lucile Vinson            | nominace na Zlatou malinu v kategorii Nejhorší herečka |
| 1999      | RKO 281                             | Marion Davies            | nominace na cenu Emmy v kategorii Nejlepší herečka v minisérii nebo filmu nominace na Zlatý glóbus v kategorii Nejlepší herečka ve vedlejší roli v seriálu, minisérii nebo TV filmu |
| 2000      | Lulu se vrací                       | Lulu McAfee              | televizní film |
| 2000      | Šílený Cecil                        | Honey Whitlock           | nominace na Zlatou malinu v kategorii Nejhorší herečka |
| 2001      | Drsná škola                         | Diane Milford            | |
| 2002      | Myšák Stuart Little 2               | Margalo (hlas)           | |
| 2003      | Tempo                               | Sarah James              | |
| 2003      | Hráči                               | Eve                      | |
| 2003      | Nepíchejte do Frankieho             | Barbara Marx             | |
| 2005      | Obhájce smrti                       | Miranda Wells            | televizní film |
| 2005-2006 | Dvojčata                            | Lee Arnoldová            | hlavní role, 18 dílů |
| 2006      | Robot Chicken                       | různé postavy (hlas)     | díl: „Password: Swordfish“ |
| 2007      | Viva Laughlin                       | Bunny                    | hlavní role, 8 dílů |
| 2010      | Plastická chirurgie s. r. o.        | Brandie Henry            | díl: „Sheila Carlton“ |
| 2010      | Sammyho dobrodružství               | Snow (hlas)              | |
| 2011      | Nouzové přistání                    | sebe                     | díl: „Sisterhood of the Traveling SPANX“ |
| 2012      | This American Housewife             | Leila Swift              | nevysílaný seriál |
| 2012      | The Grief Tourist                   | Betsy                    | |
| 2012      | Yellow                              | Patsy                    | |
| 2012      | Vychovávat Hope                     | Tamara Collins           | 2 díly |
| 2012      | Hurá do pravěku!                    | Tira                     | |
| 2012      | DTLA                                | Kimberly                 | 2 díly |
| 2013      | Dark Tourist                        | Betsy                    | |
| 2013      | Pět příběhů šílenství               | Kristin                  | televizní film |
| 2014      | Autómata                            | Susan Dupré              | |
| 2014      | Hawaii 5-0                          | Clara Williams           | 3 díly |
| 2015      | Day Out of Days                     | Kathy                    | |
| 2015      | The Brainy Bunch                    | Babička                  | televizní pilot |
| 2016      | The Masterpiece                     | Jean Shelton             | |
| 2016      | JL Ranch                            | Laura Lee Schafer        | televizní film |
| 2016      | Where the White Man Runs Away       | Maria Bahadur            | |